# クックパッド
クックパッド（英: Cookpad）は、クックパッド株式会社（英: Cookpad Inc.）の運営による料理レシピのコミュニティウェブサイトである。1998年3月開設。

## 来歴
2010年2月にはセントバレンタインデーの影響で、月間ユーザー数が780万人と過去最高に上った（翌月、記録を更新）。2月の内訳は、男性ユーザーが約3割、女性ユーザーが約7割、年代別では男女ともに30代が占め他の年代のより多く、男性ユーザーの約3割、女性ユーザーの約4割が30代となった。
以前は無料ユーザーでも、検索ワードの工夫である程度人気レシピを探せたが、2014年に無料での検索機能に制限がかけられた。
2014年12月時点で月間ユーザー数5,042万人、20~30代女性の8~9割が利用しているという調査結果が示された。2014年11月時点で、月間ユーザー数5000万人。そして2016年2月は月間利用者数が6269万人となり、6000万人を突破した。なお、2018年11月末時点で、全世界合計でレシピ数が500万品を突破した。

## 批判

### レシピ検索上位の独占
クックパッドは素人のユーザーの投稿を主とする膨大なレシピのコンテンツを有するため、レシピを検索すると、クックパッドのレシピが上位に掲載される傾向がある。クックパッドの台頭で、ウェブ上で企業サイトやプロによる信頼性の高いレシピを見つけにくくなったという意見がある。そのためクックパッドを除外して検索できるサービスも存在する。

### 危険なレシピの掲載
クックパッドはユーザーが自由にレシピを投稿できるため、玉石混交であり、危険なレシピが掲載されているという批判がある。農業資材で食用ではないEM菌を使ったレシピが掲載されていたこともある。また、2017年に生後6か月の男児が乳児ボツリヌス症で死亡したが、その原因となりうる蜂蜜を使った離乳食のレシピが掲載されており、「健康被害が生じる可能性があるレシピを掲載している」として批判が相次いだ。ねとらぼ、弁護士ドットコムは、生の豚肉を使った「ユッケ」や「タルタルステーキ」、日本卵業協会からも注意喚起されている「たまごかけご飯おにぎらず」などが掲載されていたと指摘している。2017年4月13日時点で「豚ユッケ」「豚肉のタルタルステーキ」は批判を受け削除、「たまごかけご飯おにぎらず」は掲載されている。クックパッドはねとらぼの取材に対し、「乳児ボツリヌス症については以前から注意喚起を行っている」「利用者から投稿されたレシピは都度確認を実施」と回答している。ねとらぼは、事前チェックの上でなぜ危険なレシピが掲載されているのか、批判があっても掲載され続けるレシピがあると指摘、クックパッド側のチェック機能が正常に働いているかどうかはやや疑問が残るとし、ユーザーに自衛を呼び掛けている。

## クックパッド株式会社

### 沿革
- 1997年10月 - 慶應義塾大学環境情報学部で新時代ビジネスを学んだ佐野陽光が神奈川県藤沢市にて有限会社コイン（現、クックパッド株式会社）を設立。
- 1998年3月 - 料理レシピの検索、投稿インターネットサービス「kitchen＠coin」を開始。
- 1999年6月 - 「kitchen＠coin」から「クックパッド」へサービス名を変更。
- 2004年9月 - 有限会社コインからクックパッド株式会社へ組織変更。
- 2006年9月 - モバイル向けインターネットサービス「モバれぴ」を開始。
- 2007年7月 - 委員会設置会社へ移行。
- 2009年7月 - 東京証券取引所マザーズへ上場。
- 2010年3月 - 米国カリフォルニア州に子会社 COOKPAD Inc. を設立。
- 2011年5月 - シンガポールに子会社 COOKPAD PTE. LTD. を設立。
- 2011年 - 東京証券取引所1部に市場変更。
- 2012年2月 - 日経産業新聞、日本経済新聞、日経リサーチが共同で行った、資本効率の高さや成長性などから企業の競争力を測った「ＮＥＸＴ50　上場中堅企業ランキング」1位に選出される[17]。
- 2012年3月 - 佐野陽光が取締役兼代表執行役社長を退任し、取締役兼執行役へ。後任は元カカクコム社長の穐田誉輝。佐野は今後世界展開事業に専念することを発表。
- 2013年 - コーチ・ユナイテッド（2018年1月に吸収合併）を買収し、スペインのレシピサービス「Mis Recetas」の事業譲受けとアメリカのレシピサービス「allthecooks」を運営する「ALLTHECOOKS, LLC」の持分取得を決議した[18]。
- 2014年1月 - COOKPAD Inc.を介してアメリカのレシピサービス会社ALLTHECOOKS,LLC（2016年4月Cookpad Inc.に吸収合併）を孫会社化。スペイン子会社を設立し、レシピサービス「Mis Recatas」を買収。
- 2014年5月 - 近所のスーパーの特売情報と合わせたレシピ検索を可能にするサービス「クックパッド特売情報」を開始[19]
- 2014年5月 - インドネシアのレシピサービス会社DAPUR MASAK PTE.LTDを子会社を買収
- 2014年9月 - 本社を東京都港区白金台から東京都渋谷区恵比寿へ移転
- 2014年11月 - レバノンのレシピサービス会社Netsila S.A.L.（現・Cookpad MENA S.A.L.）を曾孫会社化
- 2015年4月 - イーブックイニシアティブジャパンの第三者割当増資を引き受け、筆頭株主になる[20]
- 2015年7月 - TOBによりみんなのウェディングを連結子会社化[21][22][23]
- 2016年3月 - 22日に佐野陽光が執行役から解任され取締役となる[24]が、24日に取締役兼執行役へ復帰。同日穐田誉輝が取締役兼代表執行役社長を退任し、取締役兼執行役へ。後任は元三和銀行、マッキンゼー・アンド・カンパニーの岩田林平が就任[25][26]。
- 2016年7月 - 「株式会社トクバイ」を設立[27]
- 2016年10月 - 「クックパッド」のレシピ投稿数が250万品を突破。
- 2016年12月 - みんなのウェディングとの資本業務提携解消を決議[28]。穐田誉輝の執行役辞任（取締役は留任）に伴い、穐田誉輝の保有するみんなのウェディング株式が合算対象から外れ、みんなのウェディングは連結から除外され、持分法適用関連会社となる[29]。英国のCookpad International Ltd.(現 Cookpad Ltd.)を海外事業のすべてを統括する第二本社と位置付け、海外子会社の再編を実施。

### 開発コンテスト24
クックパッド株式会社は、生活をより便利にするサービスを開発するハッカソン「開発コンテスト24」を毎年開催している。課題発表後24時間以内に「課題を解決する開発」を行なう。
- 第1回 開発コンテスト24（2010年4月23日～24日）課題：「朝起きてから学校や会社に行くまでの時間をより便利にするためには」[31]
- 第2回 開発コンテスト24（2011年4月22日～23日）課題：「（普段の生活で）半径3m以内にいる人が困っていることを解決する」[32]
- 第3回 開発コンテスト24（2012年5月12日～13日）課題：「一日の終わりを楽しくするもの」[33]
- 第4回 開発コンテスト24（2013年6月15日～16日）課題：「年をとった自分が使うサービス」[34]
- 第5回 開発コンテスト24（2014年10月18日～19日）課題：「誰かと話すキッカケを作るサービス」[35]

### 近距離通勤の奨励
運営元の株式会社クックパッドでは、通勤時間を短縮し通勤ラッシュのストレスから解放し効率よく職務に従事できる環境を整えるため、近距離通勤を奨励している。特に事業所から1.5 km内の徒歩圏からの通勤を奨励しており、希望する社員には引越し費用を30万円まで補助するほか、最大3万円の住居手当を毎月支給している。
また、事業所から15 km内より自転車による通勤を行っている社員には、最大1万円の自転車通勤手当を支給している（但し最大3万円の住居手当支給者を除く）。
近距離通勤の制度を利用する社員からは、通勤のストレスから解放され運動不足の解消になると好評を得ている。